# Interaction attractive
Pour des particules de taille colloïdale, les interactions attractives sont définies par leur portée et la profondeur du puits de potentiel énergétique associé.
Parmi ces interactions, nous pouvons citer :
- les interactions de Van der Waals ;
- les interactions de déplétion.